# Peter Adolf Thiessen

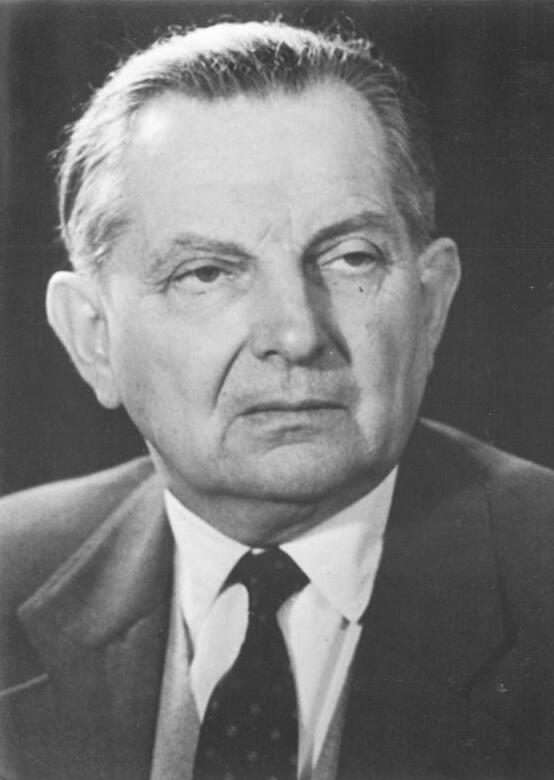
Peter Adolf Thiessen (1961)

Peter Adolf Thiessen (* 6. April 1899 in Schweidnitz, Provinz Schlesien; † 5. März 1990 in Ost-Berlin) war ein deutscher Chemiker. Er wirkte unter anderem von 1935 bis zum Ende des Zweiten Weltkrieges als Direktor des Kaiser-Wilhelm-Instituts für physikalische Chemie und Elektrochemie in Berlin-Dahlem und von 1956 bis 1964 als Direktor des Instituts für physikalische Chemie der Akademie der Wissenschaften der DDR in Berlin. Von 1937 bis 1945 war Thiessen Leiter der Sparte Chemie des von Hermann Göring geleiteten Reichsforschungsrats. Nach dem Zweiten Weltkrieg war er bis 1956 in der UdSSR zur Mitarbeit am Atombombenprojekt verpflichtet worden. Von 1957 bis 1965 war er Vorsitzender, darauf Ehrenvorsitzender des Forschungsrates der DDR. Von 1960 bis 1963 gehörte er als Parteiloser dem Staatsrat der DDR an.

## Leben und Wirken
Nach dem Studium der Chemie an der Albert-Ludwigs-Universität Freiburg, der Ernst-Moritz-Arndt-Universität Greifswald und an der Universität Göttingen promovierte Peter Adolf Thiessen dort 1923 bei Nobelpreisträger Richard Zsigmondy mit einer Dissertation zum Thema „Kritische Untersuchungen am kolloidalen Gold“.
Von 1922 bis 1928 (Mitgliedsnummer 3.096) und erneut ab 1933 war er Mitglied der NSDAP (Mitgliedsnummer 3.184.595). Er gehörte mit Rudolf Mentzel an der Universität Göttingen zu den frühen nationalsozialistischen Aktivisten, die sich bereits Anfang der 1920er Jahre der NSDAP und der SA anschlossen.
Nach seiner Habilitation wirkte er in den Jahren 1926 bis 1932 als Dozent und von 1932 bis 1935 als außerordentlicher Professor für anorganische Chemie an den Universitäten in Göttingen, Frankfurt am Main und Münster.

## Zeit des Nationalsozialismus
1935 wurde er als ordentlicher Professor an die Westfälische Wilhelms-Universität in Münster berufen, nahm aber bereits im gleichen Jahr einen Ruf als Direktor des Kaiser-Wilhelm-Instituts für physikalische Chemie und Elektrochemie in Berlin-Dahlem an. Von 1934 bis 1937 war er gleichzeitig Berater des Reichserziehungsministeriums unter Minister Bernhard Rust. 1937 wurde Thiessen Leiter der Sparte Chemie des Reichsforschungsrats (RFR). In dieser Funktion war er dort der einflussreichste Mann in der Forschungsförderung im Bereich Chemie. Hinzu kamen seine engen und langjährigen Beziehungen zu Professor Rudolf Mentzel, damals SS-Brigadeführer, Präsident der Deutschen Forschungsgemeinschaft und ab Juni 1942 Vizepräsident im RFR, mit dem er gemeinsam die Haber-Villa in Berlin-Dahlem bewohnte. Von 1939 bis 1942 war Thiessen Mitglied des Senats der Kaiser-Wilhelm-Gesellschaft.
1939 wurde er Ordentliches Mitglied der Preußischen Akademie der Wissenschaften. 1945 wurde er wegen seiner Rolle in der NS-Zeit aus der Akademie ausgeschlossen.
Seine Rolle in der Zeit des Nationalsozialismus, insbesondere die Ausrichtung des Instituts auf die Giftgas-Forschung wie beispielsweise die „Wunderwaffe“ Chlortrifluorid (N-Stoff), wird aus heutiger Sicht kritisch gesehen.

## In der UdSSR
Am Ende des Zweiten Weltkriegs wurde Thiessen zusammen mit anderen deutschen Wissenschaftlern in die UdSSR zur Arbeit am sowjetischen Atombombenprojekt gebracht. Am 27. April 1945 fuhr Thiessen, so wird berichtet, in einem gepanzerten Wagen in Begleitung eines sowjetischen Majors, der zugleich ein führender Chemiker war, im Privatinstitut von Manfred von Ardenne vor. Zusammen mit Thiessen wurden von Ardenne, Gustav Hertz und Max Volmer in die Sowjetunion transportiert. Volmer blieb zunächst in Moskau, wo er im Forschungsinstitut Nr. 9 eingesetzt wurde, während die anderen deutschen Wissenschaftler dann nach Georgien zur Arbeit am sowjetischen Atombombenprojekt beordert wurden. Von Ardenne wurde Leiter des Instituts „A“ in Sinop bei Suchumi (heute die Hauptstadt von Abchasien), Hertz wurde Leiter des Instituts „G“ in Agudsera ebenfalls bei Suchumi.
1945–1950 arbeitete Thiessen mit seiner Gruppe im Objekt A, dem vom NKWD gebauten Sanatorium „Sinop“ bei Suchumi, unter der Leitung von Baron von Ardenne. Seine Gruppe entwickelte Metall-Nickel-Filter zur Gasdiffusion bei der Isotopenanreicherung und trug zur Lösung des Problems der Korrosion an den Aggregaten bei. Die neue Art der Filter wurde dann im Werk Elektrostal bei Moskau hergestellt. Von Oktober 1948 bis März 1949 wurde er zusammen mit Heinz Barwich nach Nowouralsk (Swerdlowsk-44), in die von den Deutschen so genannte „Kefirstadt“ abkommandiert. Dort schlossen sie erfolgreich die Entwicklung neuer Filter und Antikorrosionstechniken an den Aggregaten zur Gasdiffusion für die Kernspaltungsvorbereitung ab. Auf einer Sitzung des Technischen Rats traf er überraschend auch den sowjetischen Geheimdienstchef Lawrenti Beria, bei dem er sich über den mangelnden Kontakt mit sowjetischen Wissenschaftlern beklagte.
Für seine Arbeit an der Filterentwicklung erhielt Thiessen 1951 den Stalinpreis ersten Grades, die höchste Auszeichnung der UdSSR für Zivilbürger.
Nach dem ersten sowjetischen Atombombenversuch wurde Thiessen im Juni 1952 mit weiteren Wissenschaftlern vom Geheimprojekt abgezogen und von Suchumi nach Moskau verlegt. Dort arbeitete er unter „Quarantäne“ im Institut für physikalische Chemie der Akademie der Wissenschaften. In der Zeit entwickelte er neue Verfahren im Bereich der Tribologie – Schmierungstechniken zur Optimierung von Reibungs- und Verschleißvorgängen.
Die deutschen Forscher konnten erst 1956 nach erfolgreicher Durchführung des sowjetischen Projekts und einer gewissen „Karenzzeit“ in ihre Heimat zurückkehren.

## In der DDR
Das Präsidium der Deutschen Akademie der Wissenschaften zu Berlin (DAW) hob die 1945 getroffene Entscheidung über seinen Ausschluss aus der Akademie im Jahre 1955 wieder auf. 1956 kehrte Thiessen aus der UdSSR zurück in die Deutsche Demokratische Republik (DDR) und war von 1957 bis 1964 Direktor des Instituts für physikalische Chemie der DAW, sein Nachfolger wurde Wolfgang Schirmer. Von August 1957 bis 1965 war er Vorsitzender, darauf Ehrenvorsitzender des Forschungsrates der DDR. Von September 1960 bis November 1963 gehörte er als parteiloses Mitglied dem Staatsrat der DDR an. Er war Mitglied des Wissenschaftlichen Rates für die friedliche Anwendung der Atomenergie.

## Auszeichnungen
In der NS-Zeit erhielt Thiessen für seine Forschungsarbeit und seine Verdienste für das NS-Regime das Goldene Parteiabzeichen der NSDAP.
Im Jahr 1958 erhielt er für seine Verdienste in der UdSSR und der DDR den Nationalpreis der DDR sowie ein Jahr später das Banner der Arbeit und den Vaterländischen Verdienstorden in Gold, zu dem ihm 1969 auch die Ehrenspange verliehen wurde.
Darüber hinaus wurde er mit dem Stalinpreis (1951), dem Stern der Völkerfreundschaft in Gold, dem Karl-Marx-Orden sowie dem Staatspreis der UdSSR, dem Lenin-Orden und dem Rotbannerorden der Arbeit ausgezeichnet.
Als externes auswärtiges Mitglied wurde er in die Akademie der Wissenschaften der UdSSR aufgenommen. Die Akademie der Wissenschaften der DDR verlieh ihm 1981 die Helmholtz-Medaille und 1988 ihre Ehrenspange.

## Familie
Thiessen hat 1923 seine erste Frau Margarete, geborene Genck, (1893–1968) geheiratet. Gemeinsam hatten sie drei Kinder: Dorothea (* 1924), verheiratete Dorothea Florek, Klaus Thiessen (* 1927), der später Physiker wurde und Karsten Peter Thiessen (1936–2024), der Chemiker wurde. Nachdem seine erste Frau gestorben war, heiratete er etwa 1970 Christine Thiessen, geborene Stempel.

## Werke (Auswahl)
- Das kolloide Gold (mit R. Zsigmondy). Akademie Verlagsgesellschaft, Leipzig 1925 (= Kolloidforschung in Einzeldarstellung, Band 1).
- Thermisch-mechanische Materialtrennung. Reihe: Der Chemie-Ingenieur. Band I, Teil 3. Leipzig 1933 (als Mitautor)
- Grundlagen der Tribochemie. Berlin 1967 (als Mitautor)
- Blick ins nächste Jahrzehnt: Entwicklungswege der Wissenschaften. Jena 1968